# Superprestige veldrijden 2005-2006
De Superprestige veldrijden 2005-2006 (officieel: Kärcher Superprestige 2005-2006) was het 24ste seizoen van het regelmatigheidscriterium in het veldrijden. Ook dit seizoen hadden de Belgen bewezen dat ze de beste waren in de Superprestigewedstrijden, maar dit seizoen hadden de Nederlanders enkele overwinningen kunnen behalen. Bart Wellens had een zeer sterk seizoenbegin, maar de eindzege ging toch voor de zesde keer (record) naar Sven Nys, die vier van de acht wedstrijden won.

## Puntenverdeling
Punten werden toegekend aan alle crossers die in aanmerking kwamen voor Superprestige-punten. De top vijftien ontving punten aan de hand van de volgende tabel:
| Positie | 1  | 2  | 3  | 4  | 5  | 6  | 7 | 8 | 9 | 10 | 11 | 12 | 13 | 14 | 15 |
| Punten  | 15 | 14 | 13 | 12 | 11 | 10 | 9 | 8 | 7 | 6  | 5  | 4  | 3  | 2  | 1  |

In ieder klassement van de Superprestige werd aan de hand van de gewonnen punten in de acht wedstrijden een eindklassement opgemaakt. De veldrijder met het hoogste aantal punten in zijn klassement werd als winnaar van de Superprestige uitgeroepen.
1. ↑  De deelnemers hadden niet de verplichting om aan alle wedstrijden van de Superprestige deel te nemen. Indien bij het opmaken van het eindklassement meerdere renners met eenzelfde aantal punten zouden eindigen, werd voorrang gegeven aan de renner die in de meeste wedstrijden van de Superprestige van start gegaan is. Indien aansluitend nog renners op gelijk puntenniveau stonden, werd het voordeel gegeven aan de renner met de meeste overwinningen in de crossen van de Superprestige. Indien deze factor niet kon meespelen, zou de renner met de beste uitslag in de laatste wedstrijd (Vorselaar 19/02/2006) het voordeel genieten.

## Mannen elite

### Kalender en podia
| Datum      | Locatie                                                | Cat. | Eerste              | Tweede              | Derde               | Leider in het klassement |         |
| ---------- | ------------------------------------------------------ | ---- | ------------------- | ------------------- | ------------------- | ------------------------ | ------- |
| 16/10/2005 | Cyclocross Ruddervoorde, Ruddervoorde                  | C1   | Bart Wellens        | Sven Nys            | Wim Jacobs          | Bart Wellens             | details |
| 30/10/2005 | Superprestige Sint-Michielsgestel, Sint-Michielsgestel | C1   | Bart Wellens        | Sven Nys            | Gerben de Knegt     | Bart Wellens             | details |
| 06/11/2005 | Bollekescross, Zogge                                   | C2   | Sven Nys            | Bart Wellens        | Tom Vannoppen       | Bart Wellens             | details |
| 20/11/2005 | Cyclocross Asper-Gavere, Gavere                        | C1   | Sven Nys            | Gerben de Knegt     | Enrico Franzoi      |                          | details |
| 27/11/2005 | Cyclocross Gieten, Gieten                              | C1   | Richard Groenendaal | Sven Nys            | Gerben de Knegt     |                          | details |
| 24/12/2005 | Cyclocross Diegem, Diegem                              | C1   | Gerben de Knegt     | Sven Nys            | Erwin Vervecken     |                          | details |
| 05/02/2006 | Vlaamse Aardbeiencross, Hoogstraten                    | C1   | Sven Nys            | Erwin Vervecken     | Sven Vanthourenhout |                          | details |
| 18/02/2006 | GP Fidea, Vorselaar                                    | C1   | Sven Nys            | Sven Vanthourenhout | Bart Wellens        | Sven Nys                 | details |

### Eindklassement
| #  | Renner              | Punten |
| -- | ------------------- | ------ |
| 1  | Sven Nys            | 116    |
| 2  | Gerben de Knegt     | 99     |
| 3  | Bart Wellens        | 94     |
| 4  | Sven Vanthourenhout | 83     |
| 5  | Erwin Vervecken     | 80     |
| 6  | Petr Dlask          | 52     |
| 7  | Tom Vannoppen       | 52     |
| 8  | Richard Groenendaal | 49     |
| 9  | Wim Jacobs          | 42     |
| 10 | Jonathan Page       | 36     |
| 11 | Enrico Franzoi      | 35     |
| 12 | Wilant van Gils     | 28     |
| 13 | Radomír Šimůnek     | 27     |
| 14 | Jan Verstraeten     | 23     |
| 15 | Kamil Ausbuher      | 21     |

| Pos. | Prijzengeld |
| ---- | ----------- |
| 1.   | € 25.000    |
| 2.   | € 12.500    |
| 3.   | € 7.500     |
| 4.   | € 5.000     |
| 5.   | € 3.500     |
| 6.   | € 2.500     |
| 7.   | € 2.400     |
| 8.   | € 2.300     |
| 9.   | € 2.200     |
| 10.  | € 2.100     |
| 11.  | € 500       |
| 12.  | € 500       |
| 13.  | € 500       |
| 14.  | € 500       |
| 15.  | € 500       |
| Tot. | € 66.500    |

## Mannen beloften

### Kalender en podia
| Datum      | Locatie                                                | Cat. | Eerste          | Tweede                | Derde                 | Leider in het klassement |         |
| ---------- | ------------------------------------------------------ | ---- | --------------- | --------------------- | --------------------- | ------------------------ | ------- |
| 16/10/2005 | Cyclocross Ruddervoorde, Ruddervoorde                  | CU   | Niels Albert    | Kevin Pauwels         | Dieter Vanthourenhout | Niels Albert             | details |
| 30/10/2005 | Superprestige Sint-Michielsgestel, Sint-Michielsgestel | CU   | Niels Albert    | Zdeněk Štybar         | Kevin Pauwels         | Niels Albert             | details |
| 06/11/2005 | Bollekescross, Zogge                                   | CU   | Mike Thielemans | Felix Gniot           | Jan Van Dael          |                          | details |
| 20/11/2005 | Cyclocross Asper-Gavere, Gavere                        | CU   | Niels Albert    | Kevin Pauwels         | Zdeněk Štybar         |                          | details |
| 27/11/2005 | Cyclocross Gieten, Gieten                              | CU   | Niels Albert    | Kevin Pauwels         | Lars Boom             |                          | details |
| 24/12/2005 | Cyclocross Diegem, Diegem                              | CU   | Niels Albert    | Dieter Vanthourenhout | Eddy van IJzendoorn   |                          | details |
| 05/02/2006 | Vlaamse Aardbeiencross, Hoogstraten                    | CU   | Niels Albert    | Eddy van IJzendoorn   | Zdeněk Štybar         |                          | details |
| 18/02/2006 | GP Fidea, Vorselaar                                    | CU   | Niels Albert    | Zdeněk Štybar         | Kevin Pauwels         | Niels Albert             | details |

### Eindklassement
| #  | Renner                | Punten |
| -- | --------------------- | ------ |
| 1  | Niels Albert          |        |
| 2  | Eddy van IJzendoorn   |        |
| 3  | Dieter Vanthourenhout |        |
| 4  |                       |        |
| 5  |                       |        |
| 6  |                       |        |
| 7  |                       |        |
| 8  |                       |        |
| 9  |                       |        |
| 10 |                       |        |

| Pos. | Prijzengeld |
| ---- | ----------- |
| 1.   | € 1.200     |
| 2.   | € 1.000     |
| 3.   | € 750       |
| 4.   | € 550       |
| 5.   | € 500       |
| 6.   | € 400       |
| 7.   | € 250       |
| 8.   | € 150       |
| 9.   | € 100       |
| 10.  | € 100       |
| Tot. | € 5.000     |

## Jongens junioren

### Kalender en podia
| Datum      | Locatie                                                | Cat. | Eerste            | Tweede            | Derde                   | Leider in het klassement |         |
| ---------- | ------------------------------------------------------ | ---- | ----------------- | ----------------- | ----------------------- | ------------------------ | ------- |
| 16/10/2005 | Cyclocross Ruddervoorde, Ruddervoorde                  | CJ   | Tom Meeusen       | Kevin Cant        | Jim Aernouts            | Tom Meeusen              | details |
| 30/10/2005 | Superprestige Sint-Michielsgestel, Sint-Michielsgestel | CJ   | Tom Meeusen       | Jim Aernouts      | Dries Pauwels           | Tom Meeusen              | details |
| 06/11/2005 | Bollekescross, Zogge                                   | CJ   | Mitchell Huenders | Laurens De Vreese | Kenneth Van Compernolle |                          | details |
| 20/11/2005 | Cyclocross Asper-Gavere, Gavere                        | CJ   | Tom Meeusen       | Joeri Adams       | Dries Pauwels           |                          | details |
| 27/11/2005 | Cyclocross Gieten, Gieten                              | CJ   | Boy van Poppel    | Ramon Sinkeldam   | Kevin Cant              |                          | details |
| 24/12/2005 | Cyclocross Diegem, Diegem                              | CJ   | Tom Meeusen       | Umberto Atzori    | Laurens De Vreese       |                          | details |
| 05/02/2006 | Vlaamse Aardbeiencross, Hoogstraten                    | CJ   | Boy van Poppel    | Kevin Cant        | Tom Meeusen             |                          | details |
| 18/02/2006 | GP Fidea, Vorselaar                                    | CJ   | Tom Meeusen       | Boy van Poppel    | Kenneth Van Compernolle | Tom Meeusen              | details |

### Eindklassement
| #  | Renner                  | Punten |
| -- | ----------------------- | ------ |
| 1  | Tom Meeusen             |        |
| 2  | Kevin Cant              |        |
| 3  | Kenneth Van Compernolle |        |
| 4  |                         |        |
| 5  |                         |        |
| 6  |                         |        |
| 7  |                         |        |
| 8  |                         |        |
| 9  |                         |        |
| 10 |                         |        |

| Pos. | Prijzengeld                                  |
| ---- | -------------------------------------------- |
| 1.   | crossfiets Eddy Merckx Elite Cross (€ 2.500) |
| 2.   | crossfiets Eddy Merckx Alu Cross (€ 2.000)   |
| 3.   | crossfiets Eddy Merckx Alu Cross (€ 1.500)   |
| 4.   | kader Eddy Merckx Elite Cross (€ 1.154)      |
| 5.   | kader Eddy Merckx Alu Cross (€ 660)          |
| 6.   | paar crosswielen Veloce Cross (€ 410)        |
| 7.   | zes crossbanden Gommitalia Cross (€ 321)     |
| 8.   | vier crossbanden Gommitalia Cross (€ 214)    |
| 9.   | drie crossbanden Gommitalia Cross (€ 160)    |
| 10.  | twee crossbanden Gommitalia Cross (€ 107)    |
| Tot. | "nature prijzen" ad € 9.026                  |